# Frappe aérienne de Dedebit
La frappe aérienne de Dedebit est un raid aérien mené le 7 janvier 2022 par l'armée de l'air éthiopienne sur la ville de Dedebit (en) dans la région du Tigré, en Éthiopie. 59 personnes ont été tuées et 30 blessées,.